# Gleba

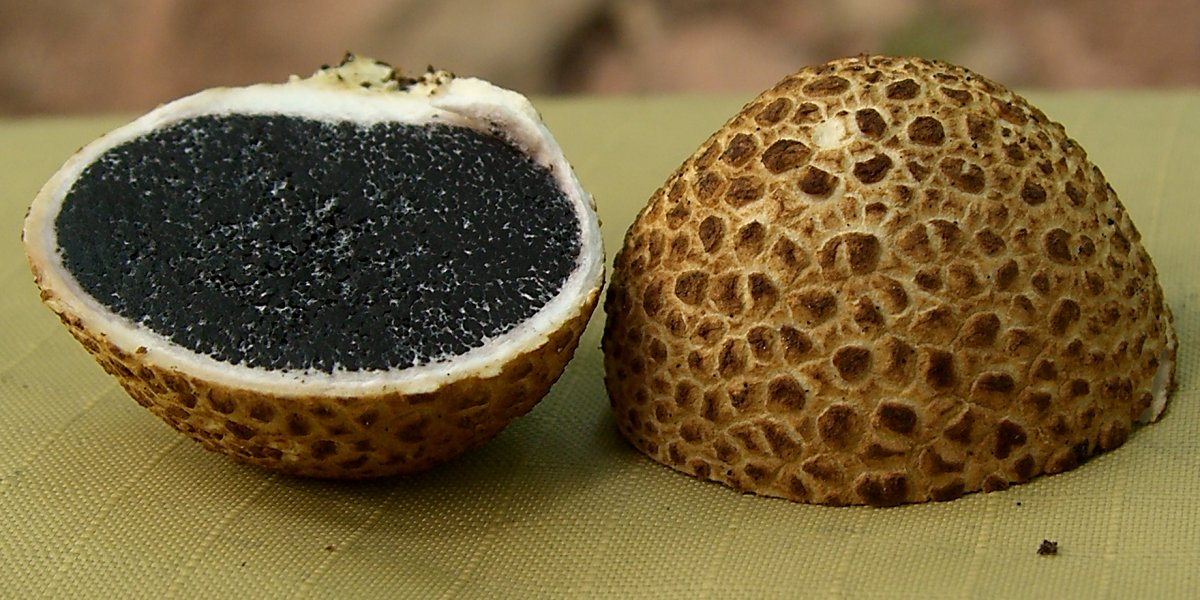
Die Gleba des Dickschaligen Kartoffelbovistes hat eine dunkle Färbung.

Als Gleba (deutsch Fruchtmasse) bezeichnet man in der Mykologie das sporenbildende Innere eines Bauchpilz-Fruchtkörpers.
Die Gleba besteht bei einigen Arten aus mit Hymenium ausgekleideten Hohlräumen, den sogenannten Glebakammern. Bei anderen Arten sind die Basidien unregelmäßig in der Gleba verteilt. Bei der Reifung der Fruchtkörper werden durch Autolyse ein Großteil oder alle Hyphen abgebaut, sodass die Gleba der reifen Fruchtkörper nur aus Sporen oder aus Sporen und dickwandigen, haarähnlichen, aus Hyphen entstandenen Fäden besteht.
Manchmal werden auch alle von der Peridie umschlossenen Teile des Fruchtkörpers als Gleba bezeichnet, da auch einige sterile Teile im Innern der Fruchtkörper aus der Gleba hervorgegangen sind. Zu den sterilen Teilen des Fruchtkörperinneren gehört die Subgleba. Sie liegt unterhalb der Gleba. Bei einigen Bauchpilzen ist sie durch eine pergamentartige Trennschicht, das Diaphragma, von der Gleba getrennt. Als Columella bezeichnet man ein steriles, mehr oder weniger säulenförmiges Gebilde, das von unten in die Gleba ragt. In der Gleba findet man oft auch sterile Fasern (dickwandige Hyphen), die man als Capillitium bezeichnet. Sie verhindern ein Verkleben der reifen Sporenmasse, sodass diese besser verstäubt werden kann. Sie sind häufig mehr oder weniger gefärbt. Als Paracapillitium bezeichnet man hingegen dünnwandige, farblose, regelmäßig septierte Hyphen in der Gleba.